# Maria Teresa Aragonès i Perales
Maria Teresa Aragonès i Perales (Barcelona, 15 de juliol de 1955) és una política i activista independentista catalana, diputada al Parlament de Catalunya en la VII i VIII legislatures.

## Biografia
Llicenciada en enginyeria industrial per la Universitat Politècnica de Catalunya, ha estat responsable de l'Oficina de Gestió Unificada de Barcelona (1990-1993), cap del Servei d'Energia Elèctrica de la Direcció General d'Energia de la Generalitat de Catalunya (1993-2000) i cap del Servei de Sistemes de la Informació de la Secretaria General del Departament d'Indústria, Comerç i Turisme (2001-2002).
Casada amb l'ex-activista de Terra Lliure Jaume Fernández i Calvet, ella mateixa fou detinguda dos cops (a Barcelona el 1981 i a Perpinyà el 1985) per suposada vinculació a banda armada.
El 1995 va entrar a militar a Esquerra Republicana de Catalunya, partit amb el qual va ser escollida diputada a les eleccions al Parlament de Catalunya de 2003, en què va ser portaveu de la Comissió de la Societat de la Informació i vicepresidenta de la d'Indústria, i a les de 2006. Aquest any fou nomenada secretària de Funció Pública i de Modernització de l'Administració del Departament de Governació i Administracions Públiques, responsabilitat que va desenvolupar fins al 2010. Entre desembre del 2006 i març del 2007 fou directora, en un encàrrec de funcions temporal, de l'Escola d'Administració Pública de Catalunya.